# I. János kendali gróf
I. János (1410 után – 1485. december 5.), franciául: Jean de Foix, comte de Candale, angolul: John of Foix, Earl of Kendal, occitánul: Joan de Fois, comte de Candala, kendali (candale-i) gróf. Benauges grófja, Meille algrófja Aragóniában, Castillon algrófja, Buch örökös kapitánya (captal), Grailly ura, Jarretière lovagja. A Foix-Grailly-ház candale-i ágának tagja. Candale-i Anna királyné apai nagyapja.

## Élete

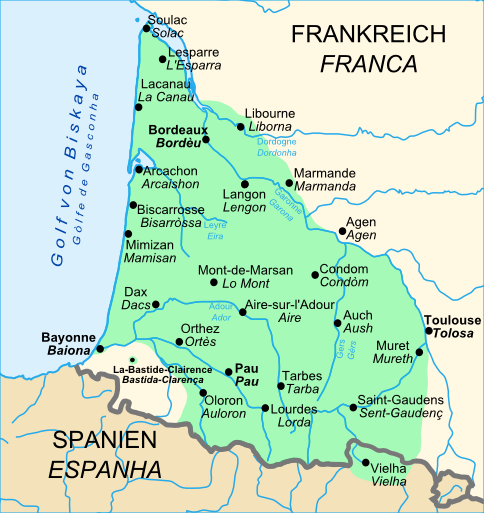
Gascogne: a Foix-Grailly-ház törzsterülete a Francia Királyságban. A városok neve franciául és occitánul is meg van adva.

A Foix-Grailly-házból származó I. Gastonnak, Benauges grófjának és Albret Margitnak, Tartas algrófnőjének a fia. A Foix-Grailly-ház candale-i ágából származott. Az első Foix grófi ház I. Mátyás grófnak – és felesége, Johanna aragón infánsnő, I. János aragóniai király idősebb lánya jogán  aragón trónkövetelőnek – (1363–1398) a gyermektelen halála után 1398-ban a nővérének, Foix Izabellának (Erzsébet; 1361–1428) Archambaud de Graillyvel, Benauges algrófjával (1430/45–1412) történt házassága révén átadta helyét a Grailly-háznak, azaz a második Foix grófi háznak, ezért használják mindkét megjelölést külön-külön, vagy éppen a kettőt kombinálva az új uralkodóház megjelölésére.
Az uralkodócsalád már a királyi cím megszerzése előtt is a francia főnemesség tagja volt, viszont birtokaiknak dél-franciaországi, gascogne-i elhelyezkedése miatt az occitán nyelvterülethez is erősen kötődtek, így a családtagok mindenképpen kétnyelvűek lehettek.
A Foix grófságot birtokló Grailly-családból származó I. János, Benauges grófja, Castillon algrófja, Buch ura VI. Henrik angol királynak mint francia királynak a szolgálatába szegődik, és lesz angol alattvalóvá, kap angol feleséget és angol nemességet, és az angol főnemesség tagjai sorába emelkedik. De la Pole Margit kezével, akivel 1440 körül kötöttek házasságot, a Kendal grófi címet nyeri el 1446-ban. Közben pártfogója, a de la Pole család feje, Margit nagybátyja, de la Pole Vilmos (1396–1450) a királyi családnak tett szolgálataiért a Suffolk hercege címet kapja 1448-ban, de ellenfelei elérik, hogy államellenes összeesküvés vádjával letartóztassák, és kivégezzék 1450-ben. Sorsa unokahúga családjára is kihat, hiszen sohasem kerül parlamenti megerősítésre az ő grófi címük, és hivatalosan nem foglalhatta el helyét Foix János mint Kendali János az angol parlament felsőházában sem.

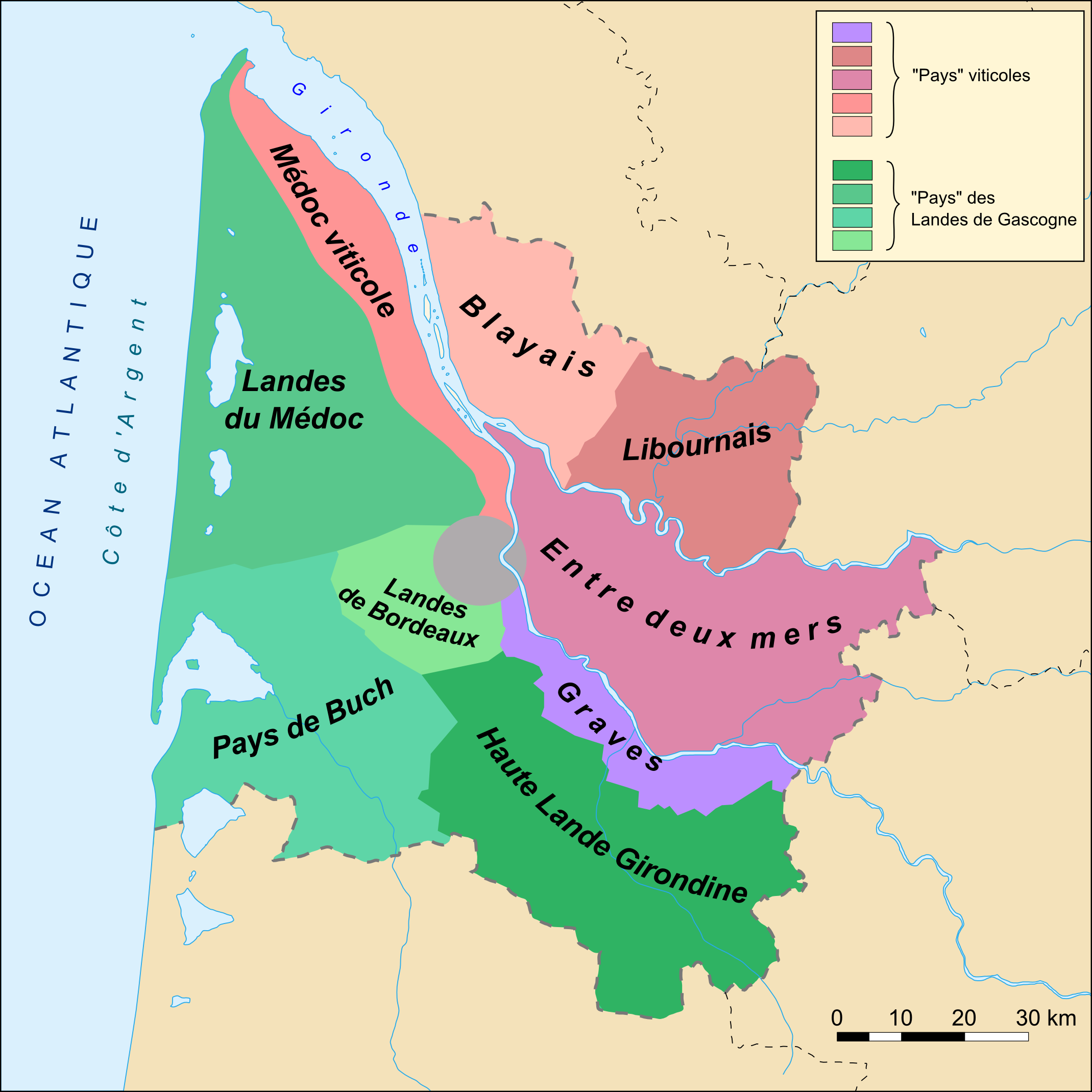
Médoc Gironde megyében

1453. július 17-én a Castillon melletti csatában francia fogságba esett. Hét évig Taillebourg várában raboskodott. 1460-ban újra Angliában volt, ahonnan a következő évben a Lancaster-ház trónfosztása után visszatért Franciaországba. VI. Henrik 1461-es angliai trónfosztása után ugyanis IV. Edwárd személyében a York-ház került hatalomra, így Kendali János a „másik” francia király, XI. Lajos (1423–1483) szolgálatába állt, és neki tett hűbéresküt 1462-ben. Ennek következtében végleg elveszti angol alattvalói státuszát és címeit. XI. Lajos francia király 1462. május 17-én visszahelyezte azokba a franciaországi birtokokba, melyek apja birtokában is voltak Guyenne-ben és Gascogne-ban, így Benauges grófja, Castillon algrófja, Buch örökös kapitánya (captal) címek mellé megkapta a Doazit bárója címet is. 1477. március 18-án a Bordeaux-i Parlament jegyzékbe vette, és a párizsi számvevőszék (la chambre des comptes à Paris) 1478. május 4-én megerősítette.
Felesége az anglo-normann eredetű családból származó De la Pole Margit. Házasságukból négy gyermek született. Egyik lányuk, Margit II. Lajos saluzzói őrgrófhoz ment feleségül. Margit őrgrófné kísérte el az idősebb fiától, II. Gaston János candale-i gróftól született unokájukat Annát a Franciaországból Magyarországra tartó útján 1502-ben Saluzzóból a Velencei Köztársaságig. Feleségével megérték a jövendőbeli magyar királyné születését 1484-ben, de csak egy évet éltek utána.
Kendali János Castelnau-de-Médoc templomában van eltemetve feleségével együtt.

## Gyermekei
- Feleségétől, De la Pole Margit (1426–1485) kendali grófnétől, 4 gyermek:
  - Gaston János (1448 körül-1500), II. Gaston János néven candale-i gróf, 1. felesége Foix Katalin (1460 után-1494 előtt) navarrai királyi hercegnő, 4 gyermek, 2. felesége Albret Izabella (–1530 körül), 4 gyermek+4 természetes gyermek, többek között:
    - (1. házasságából): Candale-i Anna magyar királyné (1484–1506)

  - János (–1521), Meille algrófja Aragóniában, Fleix és Gurson grófja, felesége Villeneuve-i Anna (–1567), 8 gyermek+1 természetes gyermek
  - Katalin (–1510), férje I. Károly, Armagnac grófja (1425–1497), gyermekei nem születtek
  - Margit (1473–1536), férje II. Lajos (1438–1504), Saluzzo őrgrófja, 5 fiú
- Házasságon kívüli kapcsolataiból:
  - Lukrécia, férje Jacques de Chaussade (–1524), a bordeaux-i parlament főállamügyésze
  - Vilmos, Evol örökös ura, felesége Anna Calser (Calcer), perpignani polgárlány, 1 fiú
  - Izabella